# يونيونتاون (كنتاكي)
يونيونتاون (بالإنجليزية: Uniontown, Kentucky)‏ هي مدينة تقع في مقاطعة يونيون (كنتاكي) بولاية كنتاكي في وسط جنوب شرق الولايات المتحدة. تبلغ مساحة هذه المدينة 2.5 (كم²)، وترتفع عن سطح البحر 111 م، بلغ عدد سكانها 1064 نسمة في عام 2000 حسب إحصاء مكتب تعداد الولايات المتحدة وتصل الكثافة السكانية فيها 460.6 نسمة/كم2.

## التركيبة السكانية
حدّد مكتب تعداد الولايات المتحدة بيانات التركيبة السكانية ليونيونتاون في تعداد الولايات المتحدة. في ما يلي، التركيبة السكانية حسب تعدادي 2000 و2010.

### تعداد عام 2000
بلغ عدد سكان يونيونتاون 1,064 نسمة بحسب تعداد عام 2000، وبلغ عدد الأسر 445 أسرة وعدد العائلات 301 عائلة مقيمة في المدينة. في حين سجلت الكثافة السكانية 436.1 نسمة لكل كيلومتر مربع (1,129.5/ميل2). وبلغ عدد الوحدات السكنية 482 وحدة بمتوسط كثافة قدره 197.5 لكل كيلومتر مربع (511.5/ميل2).
وتوزع التركيب العرقي للمدينة بنسبة 91.54% من البيض و7.61% من الأمريكيين الأفارقة و0.19% من الأمريكيين الأصليين و0.09% من الأمريكيين ذوي الأصول الآسيوية و0.56% من عرقين مختلطين أو أكثر و0.38% من الهسبانيون أو اللاتينيون من أي عرق.
بلغ عدد الأسر 445 أسرة كانت نسبة 36.9% منها لديها أطفال تحت سن الثامنة عشر تعيش معهم، وبلغت نسبة الأزواج القاطنين مع بعضهم البعض 45.8% من أصل المجموع الكلي للأسر، ونسبة 16% من الأسر كان لديها معيلات من الإناث دون وجود شريك، بينما كانت نسبة 5.8% من الأسر لديها معيلون من الذكور دون وجود شريكة وكانت نسبة 32.4% من غير العائلات. تألفت نسبة 30.6% من أصل جميع الأسر من عدة أفراد يعيشون في نفس المنزل ونسبة 13.9% كانت تتألف من شخص يعيش بمفرده يبلغ من العمر 65 عاماً أو أكثر. وبلغ متوسط حجم الأسرة المعيشية 2.39، أما متوسط حجم العائلات فبلغ 2.95.
بلغ العمر الوسطي للسكان 34.6 عاماً. وكانت نسبة 26.6% من القاطنين تحت سن الثامنة عشر، وكانت نسبة 9.9% بين الثامنة عشر والرابعة والعشرين عاماً، ونسبة 28.9% كانت واقعةً في الفئة العمرية ما بين الخامسة والعشرين والرابعة والأربعين عاماً، ونسبة 21.4% كانت ما بين الخامسة والأربعين والرابعة والستين، ونسبة 13.1% كانت ضمن فئة الخامسة والستين عاماً فما فوق. يوجد لكل 100 أنثى 95.0 ذكر، ويوجد لكل 100 أنثى في الثامنة عشر من عمرها فما فوق 88.9 ذكر.
بلغ متوسط دخل الأسرة في المدينة 26,700 دولارًا، أما متوسط دخل العائلة فبلغ 31,146 دولارًا. وكان متوسط دخل الذكور 24,408 دولارًا مقابل 18,235 دولارًا للإناث. وسجل دخل الفرد الخاص بالمدينة 13,258 دولارًا. وكانت نسبة 15.3% من العائلات ونسبة 18.2% من السكان تحت خط الفقر، وكان من هؤلاء نسبة 28.6% تحت سن الثامنة عشر ونسبة 15.2% في الخامسة والستين من العمر وما فوق.

### تعداد عام 2010
بلغ عدد سكان يونيونتاون 1,002 نسمة بحسب تعداد عام 2010، وبلغ عدد الأسر 407 أسرة وعدد العائلات 261 عائلة مقيمة في المدينة. في حين سجلت الكثافة السكانية 410.7 نسمة لكل كيلومتر مربع (1,063.7/ميل2). وبلغ عدد الوحدات السكنية 455 وحدة بمتوسط كثافة قدره 186.5 لكل كيلومتر مربع (483.0/ميل2).
وتوزع التركيب العرقي للمدينة بنسبة 91.22% من البيض و5.49% من الأمريكيين الأفارقة و0.50% من الأمريكيين الأصليين و0.10% من الأمريكيين ذوي الأصول الآسيوية و0.60% من الأعراق الأخرى و2.10% من عرقين مختلطين أو أكثر و1.30% من الهسبانيون أو اللاتينيون من أي عرق.
بلغ عدد الأسر 407 أسرة كانت نسبة 38.8% منها لديها أطفال تحت سن الثامنة عشر تعيش معهم، وبلغت نسبة الأزواج القاطنين مع بعضهم البعض 40.5% من أصل المجموع الكلي للأسر، ونسبة 15.5% من الأسر كان لديها معيلات من الإناث دون وجود شريك، بينما كانت نسبة 8.1% من الأسر لديها معيلون من الذكور دون وجود شريكة وكانت نسبة 35.9% من غير العائلات. تألفت نسبة 30.5% من أصل جميع الأسر من عدة أفراد يعيشون في نفس المنزل ونسبة 12.5% كانت تتألف من شخص يعيش بمفرده يبلغ من العمر 65 عاماً أو أكثر. وبلغ متوسط حجم الأسرة المعيشية 2.46، أما متوسط حجم العائلات فبلغ 3.02.
بلغ العمر الوسطي للسكان 35.8 عاماً. وكانت نسبة 27.6% من القاطنين تحت سن الثامنة عشر، وكانت نسبة 9.2% بين الثامنة عشر والرابعة والعشرين عاماً، ونسبة 25% كانت واقعةً في الفئة العمرية ما بين الخامسة والعشرين والرابعة والأربعين عاماً، ونسبة 25.2% كانت ما بين الخامسة والأربعين والرابعة والستين، ونسبة 12.9% كانت ضمن فئة الخامسة والستين عاماً فما فوق. وتوزع التركيب الجنسي للسكان بنسبة 49.4% ذكور و50.6% إناث.

## وصلات خارجية
- The US50 - Cities and Towns in Kentucky State